# Черен храстов славей
Черен храстов славей (Cercotrichas podobe) е вид птица от семейство Muscicapidae.

## Разпространение и местообитание
Разпространен е в Буркина Фасо, Гвинея-Бисау, Джибути, Еритрея, Етиопия, Йемен, Израел, Камерун, Катар, Мавритания, Мали, Нигер, Нигерия, Саудитска Арабия, Сенегал, Сомалия, Судан и Чад.